# ولسوالی پنجوائی
پنجوائی یکی از ولسوالیهای ولایت قندهار در جنوب خاوری افغانستان است. جمعیت آن در سال ۲۰۰۶ میلادی، ۸۲۸۰۰ نفر اعلام شده است.